# Vallécule (mycologie)
 (mars 2012).
Si vous disposez d'ouvrages ou d'articles de référence ou si vous connaissez des sites web de qualité traitant du thème abordé ici, merci de compléter l'article en donnant les références utiles à sa vérifiabilité et en les liant à la section « Notes et références ».
La vallécule, en mycologie, est un petit espace circulaire séparant le stipe (pied) de l'hyménophore (les alvéoles) chez les genres Morchella et Mitrophora, chez les ascomycètes. Sorte de gouttière intérieure entre la base du chapeau et le stipe qui s'insère à la base du chapeau, soit directement sans espace, soit en un espace déprimé plus ou moins large et profond en forme de couronne.
De cette vallécule partent des côtes stériles, c'est-à-dire sans asques.
Chez les mitrophora, les morillons», la vallécule est profonde et nette, séparant du pied la moitié de l'hyménophore.
La vallécule peut être nulle ou subnulle.